# Nephrotoma vesta
Nephrotoma vesta är en tvåvingeart som beskrevs av Alexander 1949. Nephrotoma vesta ingår i släktet Nephrotoma och familjen storharkrankar. Inga underarter finns listade i Catalogue of Life.